# Matt Simons
Matt Simons (* 20. Februar 1987 in Palo Alto, Kalifornien) ist ein US-amerikanischer Singer-Songwriter.

## Biografie

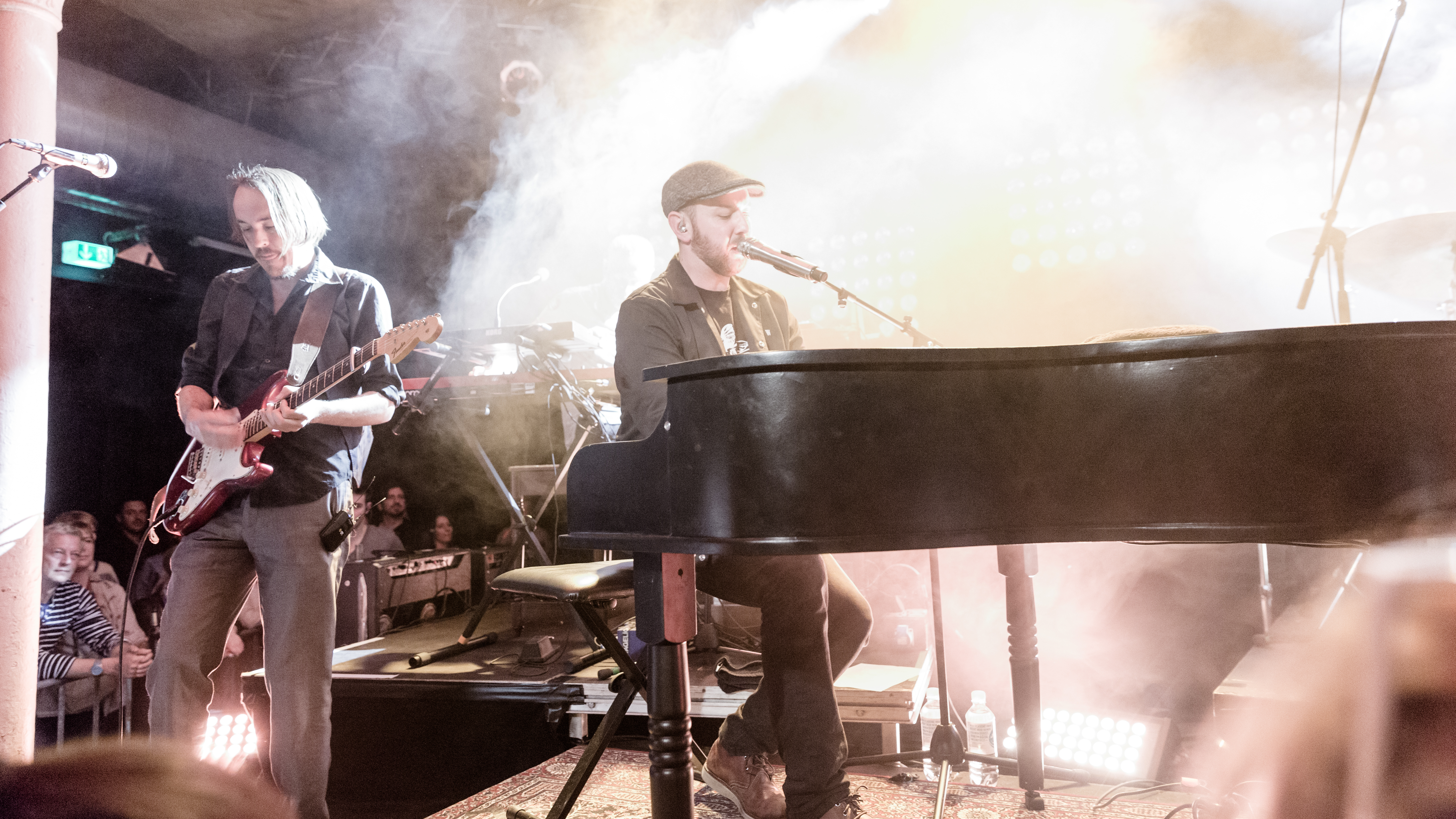
Matt Simons, 2016

Simons wurde 1987 in Palo Alto im US-Bundesstaat Kalifornien geboren. Heute lebt er in Brooklyn, New York City. Er studierte am Purchase Conservatory of Music der State University of New York Jazz und Saxophon und startete danach eine Karriere als Singer-Songwriter. 2009 erschien seine erste EP Fall in Line. Drei Jahre vergingen bis zu seinem Debütalbum Pieces.
Bei einem Auftritt in den Niederlanden entdeckten die Produzenten der Seifenoper Goede tijden, slechte tijden sein Lied With You und verwendeten es in einer Folge der Serie. Daraufhin wurde es Anfang 2013 zu einem Top-10-Hit in den Nederlandse Top 40, und auch das Album konnte sich in den Charts platzieren. Er trat als Gastcoach bei der niederländischen Castingshow X-Factor auf.
Sein zweites Album Catch & Release erschien Ende 2014. In den Niederlanden kam er damit erneut in die Charts. Der Titelsong verpasste knapp die Top 40. Allerdings wurde er von den beiden DJs von Deepend als Deep-House-Song neu abgemischt und veröffentlicht. Diesmal waren es die Belgier, die sich für diese Version des Lieds zu interessieren begannen. Sie wurde zuerst im flämischsprachigen Teil und schließlich auch im französischsprachigen Teil des Landes zu einem Nummer-eins-Hit. Anschließend wurde der Remix auch in Deutschland und Frankreich veröffentlicht und gelangte dort ebenfalls an die Chartspitze.

## Diskografie
Alben
- 2012: Pieces
- 2014: Catch & Release
- 2019: After the Landslide
- 2022: Identity Crisis

EPs
- 2009: Fall in Line
- 2010: Living Proof
- 2016: When the Lights Go Down

Singles
- 2012: Gone
- 2012: With You
- 2014: Tear It Up
- 2014: Catch & Release
- 2015: You Can Come Back Home
- 2015: Catch & Release (Deepend Remix)
- 2016: Breng me naar het water (mit Marco Borsato)
- 2016: How Do I Know? (mit Anne Sila)
- 2016: Lose Control
- 2016: When the Lights Go Out
- 2018: We Can Do Better
- 2018: Made It out Alright
- 2018: Amy’s Song
- 2019: Open Up
- 2019: Summer with You
- 2019: After the Landslide
- 2020: Cold
- 2020: Open Up (Dis le moi) (feat. Lola Dubini)
- 2020: Better tomorrow (#14 der deutschen Single-Trend-Charts am 8. Januar 2021[5])
- 2021: Identity Crisis
- 2021: Self Control
- 2021: Too much
- 2021: The Boxer (feat. Chris Ayer)
- 2022: In case you missed it
- 2023: Easy
- 2024: Weak in the Knees

Gastbeiträge
- 2018: Lay Your Worry Down (Milow feat. Matt Simons)

## Auszeichnungen für Musikverkäufe
| Silberne Schallplatte - Europa (Impala) - 2016: für die Single Catch & Release - Vereinigtes Königreich - 2019: für die Single Catch & Release 2× Silberne Schallplatte - Europa (Impala) - 2016: für die Single Catch & Release (Deepend Remix) Goldene Schallplatte - Frankreich - 2023: für die Single We Can Do Better - Niederlande - 2013: für die Single With You - 2017: für das Album Catch & Release - Portugal - 2019: für die Single Catch & Release (Deepend Remix) - Vereinigte Staaten - 2025: für die Single Catch & Release Platin-Schallplatte - Belgien - 2016: für die Single Catch & Release (Deepend Remix) - Italien - 2019: für die Single We Can Do Better - Kanada - 2017: für die Single Catch & Release (Deepend Remix) - Neuseeland - 2024: für die Single Catch & Release - Niederlande - 2019: für die Single We Can Do Better | 2× Platin-Schallplatte - Brasilien - 2024: für die Single Catch & Release (Deepend Remix) - Italien - 2018: für die Single Catch & Release (Deepend Remix) - Niederlande - 2016: für die Single Catch & Release (Deepend Remix) 3× Platin-Schallplatte - Spanien - 2024: für die Single Catch & Release (Deepend Remix) Diamantene Schallplatte - Frankreich - 2017: für die Single Catch & Release (Deepend Remix) |

Anmerkung: Auszeichnungen in Ländern aus den Charttabellen bzw. Chartboxen sind in ebendiesen zu finden.
| Land/RegionAuszeichnungen für Musikverkäufe (Land/Region, Auszeichnungen, Verkäufe, Quellen) | Silber     | Gold     | Platin       | Diamant  | Verkäufe | Quellen             |
| -------------------------------------------------------------------------------------------- | ---------- | -------- | ------------ | -------- | -------- | ------------------- |
| Belgien (BRMA)                                                                               | —          | —        | Platin1      | —        | 30.000   | ultratop.be         |
| Brasilien (PMB)                                                                              | —          | —        | 2× Platin2   | —        | 80.000   | pro-musicabr.org.br |
| Deutschland (BVMI)                                                                           | —          | —        | Platin1      | —        | 400.000  | musikindustrie.de   |
| Europa (Impala)                                                                              | 3× Silber3 | —        | —            | —        | (60.000) | Einzelnachweise     |
| Frankreich (SNEP)                                                                            | —          | Gold1    | —            | Diamant1 | 333.333  | snepmusique.com     |
| Italien (FIMI)                                                                               | —          | —        | 3× Platin3   | —        | 150.000  | fimi.it             |
| Kanada (MC)                                                                                  | —          | —        | Platin1      | —        | 80.000   | musiccanada.com     |
| Neuseeland (RMNZ)                                                                            | —          | —        | Platin1      | —        | 30.000   | radioscope.co.nz    |
| Niederlande (NVPI)                                                                           | —          | 2× Gold2 | 3× Platin3   | —        | 150.000  | nvpi.nl             |
| Portugal (AFP)                                                                               | —          | Gold1    | —            | —        | 5.000    | Einzelnachweise     |
| Schweiz (IFPI)                                                                               | —          | —        | Platin1      | —        | 30.000   | hitparade.ch        |
| Spanien (Promusicae)                                                                         | —          | —        | 3× Platin3   | —        | 180.000  | elportaldemusica.es |
| Vereinigte Staaten (RIAA)                                                                    | —          | Gold1    | —            | —        | 500.000  | riaa.com            |
| Vereinigtes Königreich (BPI)                                                                 | Silber1    | —        | —            | —        | 200.000  | bpi.co.uk           |
| Insgesamt                                                                                    | 4× Silber4 | 5× Gold5 | 16× Platin16 | Diamant1 |          |                     |